# ایکی (شورش)
ایکی (به ژاپنی: 一揆 いっき) گروهی در ژاپن که با متحد کردن قلب و اقدامات فردی برای رسیدن به هدف خود یا با انعقاد توافق یا قرارداد برای این منظور، یک جامعه سیاسی تشکیل داده‌اند. یا حرکتی که شامل استفاده از زور توسط گروهی بر این اساس باشد. همچنین به عنوان ترجمه Putsch آلمانی (مانند کودتای مونیخ توسط آدولف هیتلر و دیگران) استفاده می‌شود.
ایکی از منسیوس (دومین فیلسوف بزرگ کنفسیوس‌گرایی) گرفته شده و در اصل به معنای متحد کردن نحوه و وسیله‌های شورش است. در ژاپن، آن را در دوره هی‌آن به معنای ساده یکی کردن یا یکسان کردن استفاده می‌کردند. در دوره کاماکورا، ایکی به معنای "متحد کردن ذهن" و "تمرکز" بود، و در همان دوره مواردی وجود داشت که به معنای یکی کردن نتایج فال و نظرات و عقاید بود. هنگام ترجمه کلمه آلمانی "Putsch"، که به معنی شورش، طغیان و کودتا علیه دولت به ژاپنی است، معمول است که از کلمه "ایکی Ikki" استفاده می‌شود. مانند اینکه کودتای مونیخ «مونیخ ایکی» نامیده می‌شود با این تفاوت که اصولاً ایکی (شورش) در ژاپن به دنبال تغییر سیستم نبوده‌است.